# Schizidium paragamiani
Schizidium paragamiani là một loài chân đều trong họ Armadillidiidae. Loài này được Schmalfuss miêu tả khoa học năm 2005.